# Sundsjön (Döderhults socken, Småland)
Sundsjön är en sjö i Oskarshamns kommun i Småland och ingår i Virån-Emåns kustområde. Sjön har en area på 0,0746 kvadratkilometer och ligger 39 meter över havet.

## Delavrinningsområde
Sundsjön ingår i det delavrinningsområde (635465-153676) som SMHI kallar för Utloppet av Rungeln. Medelhöjden är 51 meter över havet och ytan är 29,3 kvadratkilometer. Det finns inga avrinningsområden uppströms utan avrinningsområdet är högsta punkten. Avrinningsområdets utflöde Skallarebäck mynnar i havet. Avrinningsområdet består mestadels av skog (85 %). Avrinningsområdet har 1,99 kvadratkilometer vattenytor vilket ger det en sjöprocent på 6,8 %.